# Jacques-Nicolas Bellin

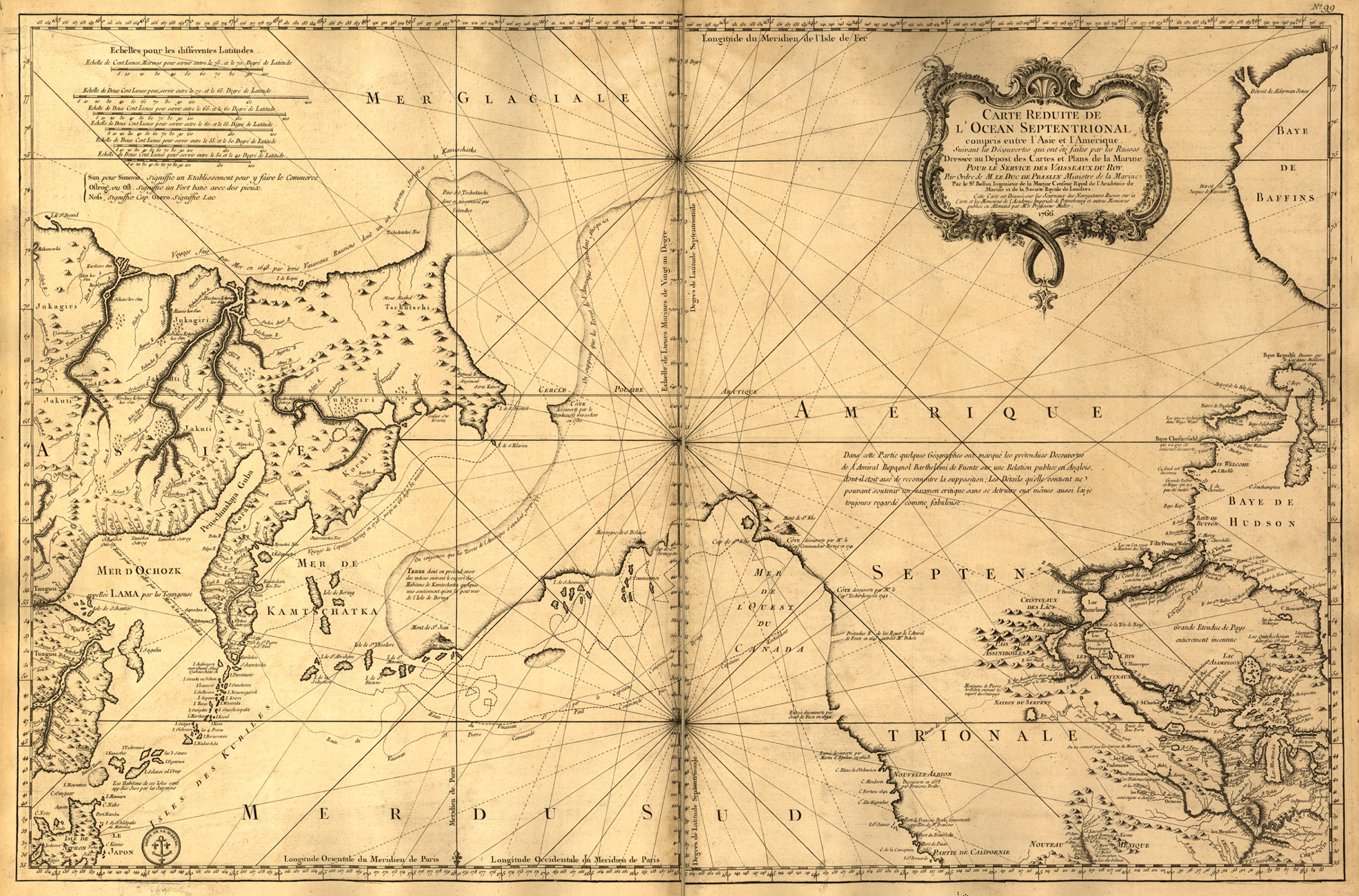
Carte réduite de l’océan septentrional ..., L’hydrographie françoise, 1766.

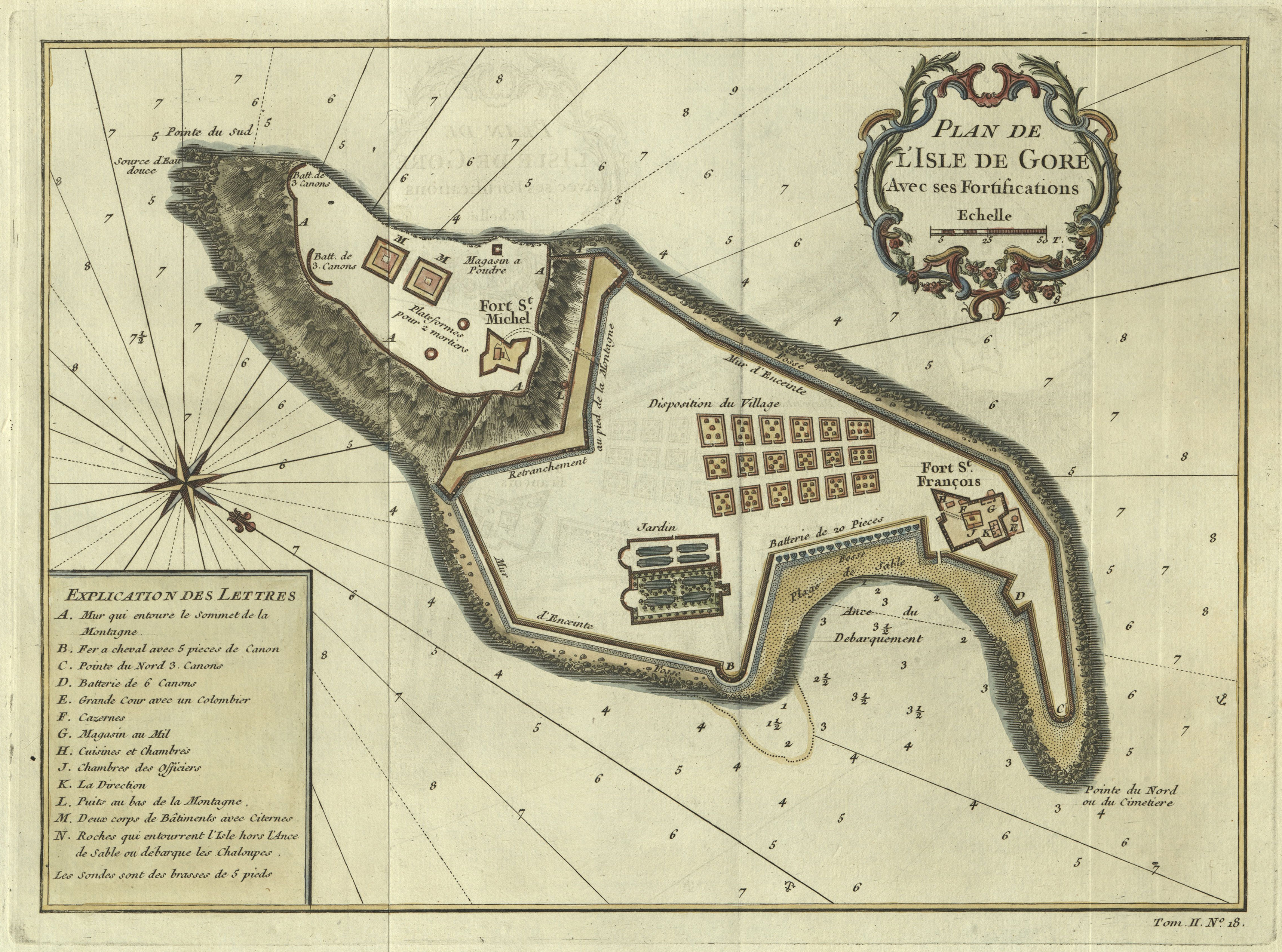
Plan de L'Isle de Gore, 1749.

Jacques-Nicolas Bellin, né en 1703 à Paris et mort le 21 mars 1772 à Versailles (paroisse Saint-Louis), est un cartographe, hydrographe et encyclopédiste français.

## Biographie
En 1721, Jacques-Nicolas Bellin est nommé hydrographe du ministère de la Marine à la suite de la création de l'office hydrographique français et du dépôt des cartes et plans de la Marine. Il est ensuite nommé ingénieur hydrographe en août 1741 et devient membre de l'Académie de Marine et de la Royal Society of London.
Au cours d’une carrière de 50 ans, il dessine les cartes de plusieurs ouvrages majeurs de son temps tels que Histoire et description générale de la Nouvelle-France de Charlevoix (1744) ou Histoire générale des voyages de l'abbé Prévost (publié entre 1746 et 1759). Il est  le cartographe le plus copié du XVIIIe siècle.
Ses cartes du Canada et des territoires français de l'Amérique du Nord — Nouvelle-France, Acadie, Louisiane — sont d’une valeur considérable. Ceci est d'autant plus remarquable que, archétype du cartographe de cabinet, Bellin n'est jamais venu en Amérique. Pour sa cartographie du fleuve Saint-Laurent, il confiait à des navigateurs des cartes manuscrites à corriger et enrichir. À chaque retour de ces cartes, il mettait à jour ses connaissances. Sa cartographie de l'Amérique du Nord est animée par deux besoins fondamentaux : sécuriser la navigation sur le fleuve Saint-Laurent et revendiquer pour la France les terres explorées par des Français dans la région des Grands Lacs et le long du fleuve Mississippi.
Il a donné 1 023 articles à l'Encyclopédie (1751-1765), essentiellement dans le domaine de la marine. Comme cartographe, il est jugé inférieur à D'Anville, autre collaborateur de l'Encyclopédie, mais ses cartes, malgré leurs erreurs, étaient nettement supérieures à celles qui avaient paru auparavant
Jacques-Nicolas Bellin meurt le 21 mars 1772 à Versailles et il est inhumé le lendemain, 21 mars 1772, en l'église Saint-Louis de Versailles. Dans l'acte de sépulture, il est qualifié de « premier ingénieur de la marine et du dépôt des plans, censeur royal de l'académie de marine et de la société royale de Londres ». Son inhumation se fait en présence de son gendre Étienne-François Taitbout de la Tour, de Jean-François Vaneau, contrôleur de la Maison du Roi, et de Joseph-Marie-Anne Gros de Besplas, aumônier du comte de Provence.
Une grande partie de ses travaux sont aujourd'hui conservés au département des cartes et plans de la Bibliothèque nationale de France, ce qui permet l'étude de l'homme, de l'œuvre et de l'histoire de la cartographie marine. Certains des documents produits par Jacques-Nicolas Bellin sont conservés au sein des collections spéciales et des archives de la société d'État Bibliothèque et Archives nationales du Québec.

## Publications

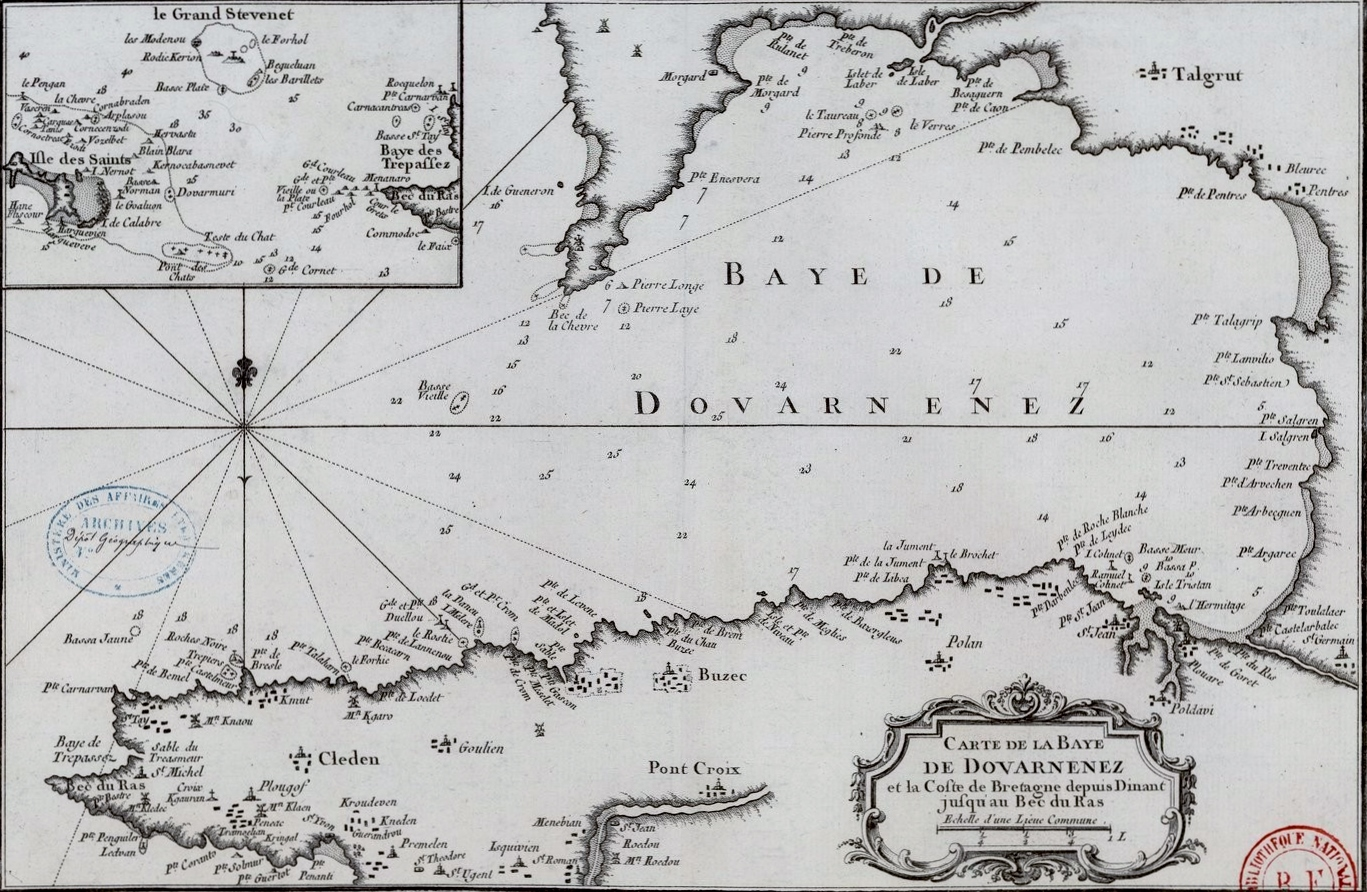
Carte de la Baie de Douarnenez (par Jacques-Nicolas Bellin, 1764).

- Le Neptune français, ou Recueil des cartes marines levées et gravées par ordre du Roy (1753)
- L'Hydrographie françoise, ou Recueil des cartes dressées au Dépôt des Plans de la Marine pour le service des vaisseaux du Roy (1756)
- Essai géographique sur les Isles Britanniques[8] (1757), avec la participation de plusieurs graveurs, dont Juan de la Cruz Cano y Olmedilla
- Petit Atlas maritime (1764)
- Nouvelle méthode pour apprendre la géographie (1769).

## Galerie

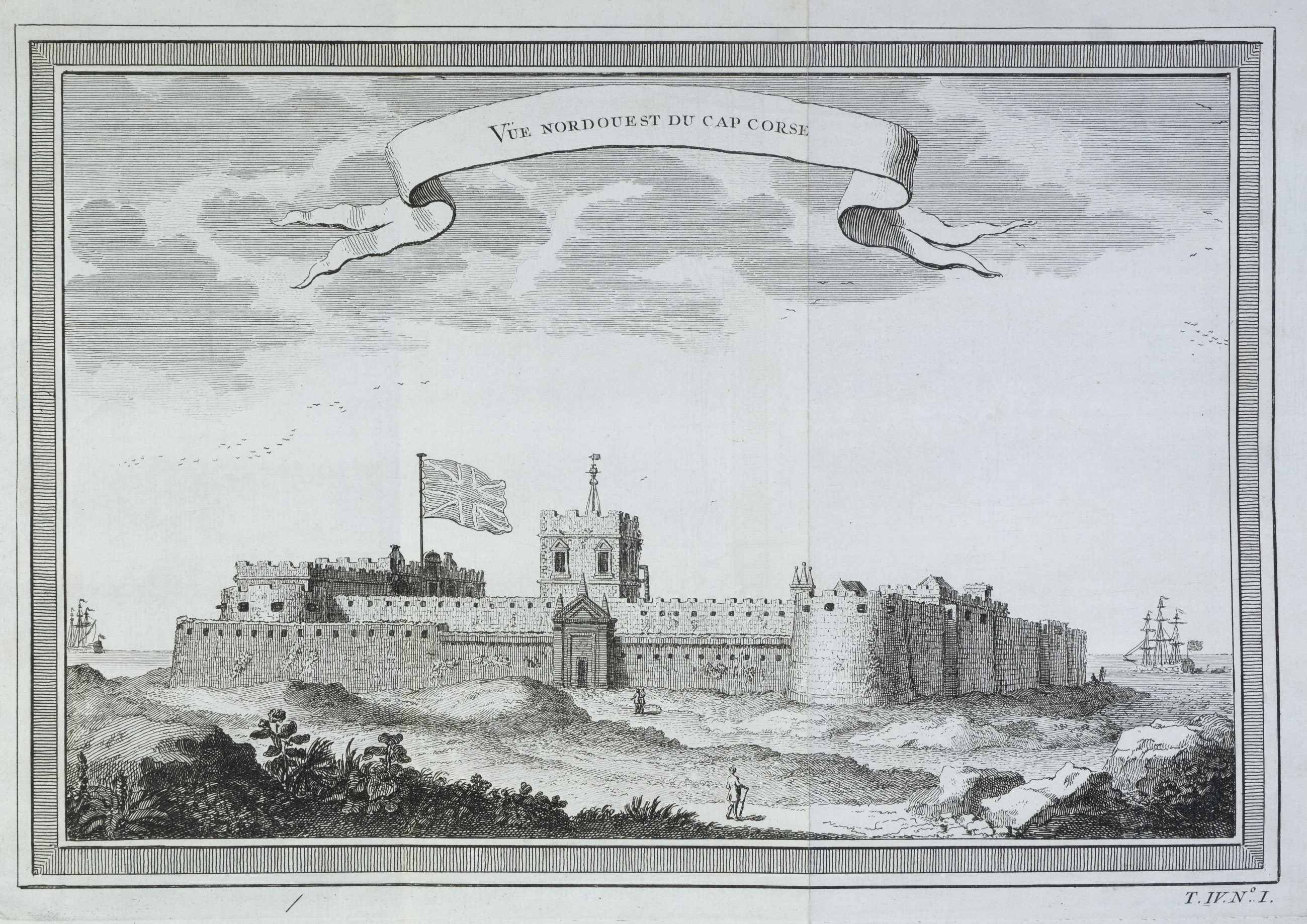
Vue du fort de Cape Coast, gravure éditée en 1747.
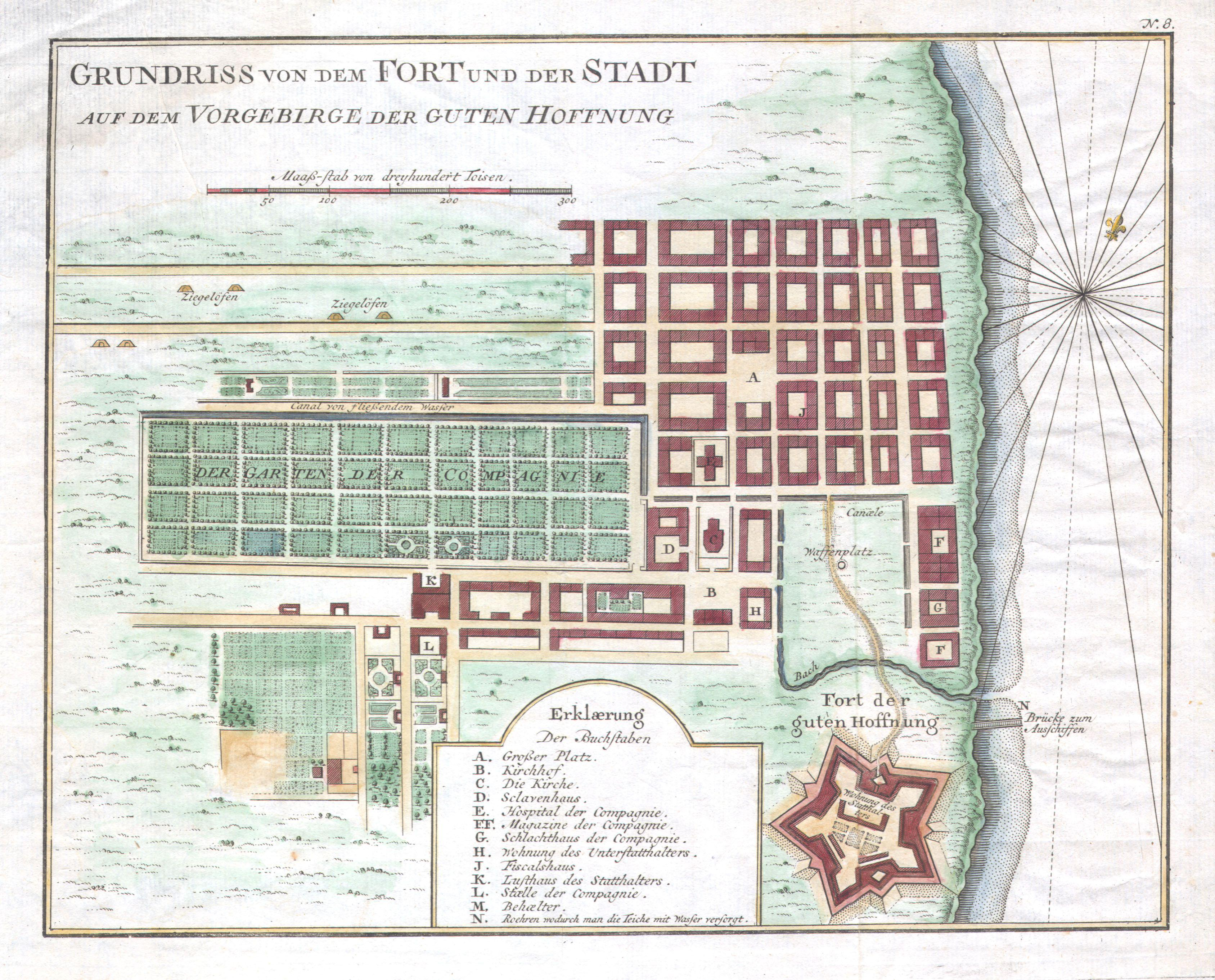
Ville du Cap, 1750.
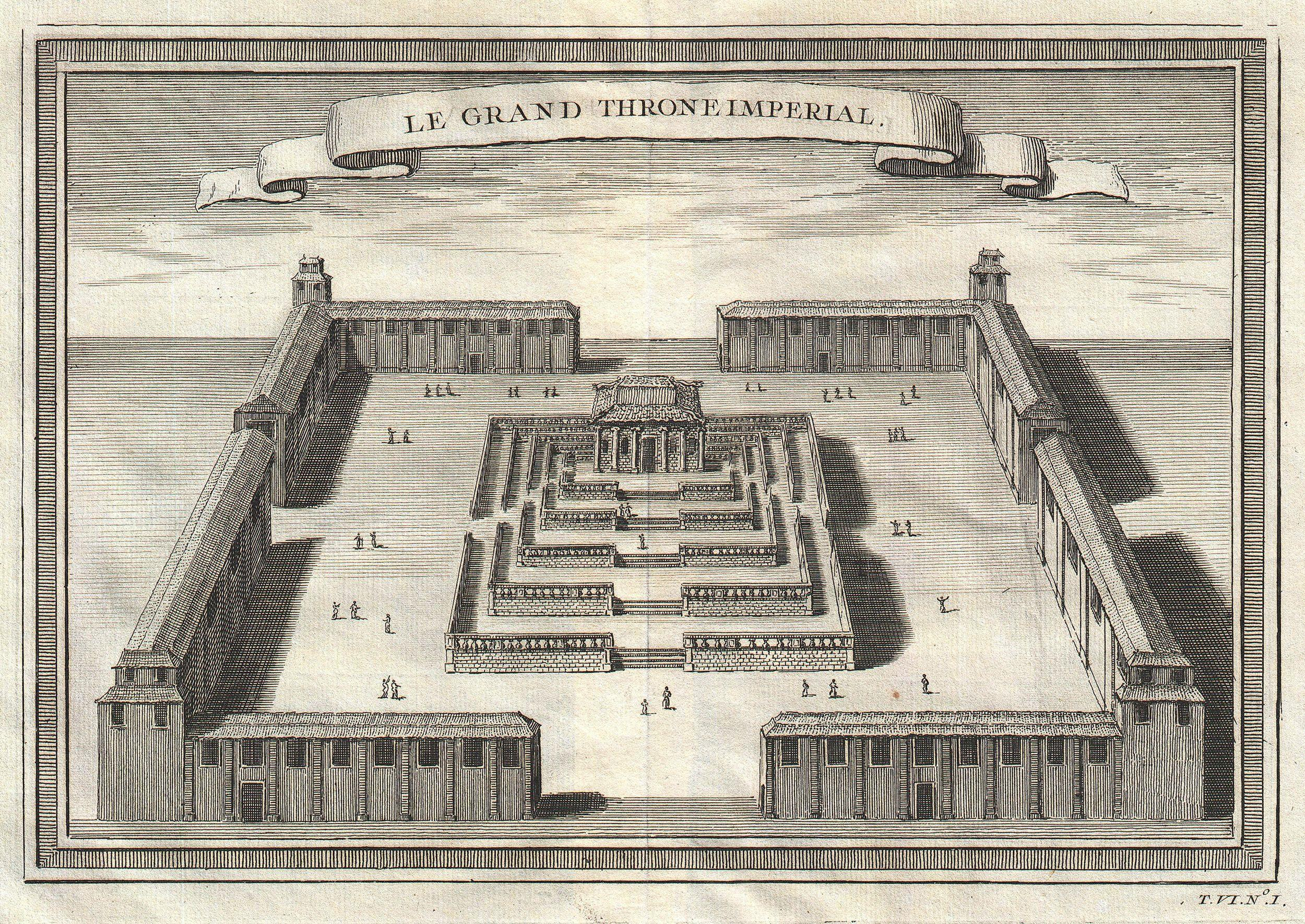
La Cité interdite, 1756.
Tableau des pavillons ou bannières que la plupart des nations arborent à la mer.